# Дааджинг-Гіідс
Дааджинг-Гіідс (гайда Daajing Giids) — село в Канаді, у провінції Британська Колумбія, у складі регіонального округу Норт-Коаст.

## Населення
За даними перепису 2016 року, село нараховувало 852 особи, показавши скорочення на 9,7%, порівняно з 2011-м роком. Середня густина населення становила 23,9 осіб/км².
З офіційних мов обидвома одночасно володіли 110 жителів, тільки англійською — 725, а 5 — жодною з них. Усього 55 осіб вважали рідною мовою не одну з офіційних, з них 5 — українську.
Працездатне населення становило 73,2% усього населення, рівень безробіття — 7,7%.
Середній дохід на особу становив $44 571 (медіана $37 248), при цьому для чоловіків — $46 776, а для жінок $42 455 (медіани — $38 208 та $36 384 відповідно).
22,7% мешканців мали закінчену шкільну освіту, не мали закінченої шкільної освіти — 18,4%, 59,6% мали післяшкільну освіту, з яких 50% мали диплом бакалавра, або вищий, 15 осіб мали вчений ступінь.
| Статево-вікова структура населення | Статево-вікова структура населення | Статево-вікова структура населення | Статево-вікова структура населення | Статево-вікова структура населення |
| ---------------------------------- | ---------------------------------- | ---------------------------------- | ---------------------------------- | ---------------------------------- |
|                                    |                                    |                                    |                                    |                                    |
| Всього                             | Всього                             | 48,8%51,2%                         |                                    |                                    |
| 0 — 14 років                       | 0 — 14 років                       |                                    | 14,6%                              | 14,6%                              |
| 15 — 64 років                      | 15 — 64 років                      |                                    | 66,1%                              | 66,1%                              |
| 65 і більше                        | 65 і більше                        |                                    | 19,3%                              | 19,3%                              |
| 85 і більше                        | 85 і більше                        |                                    | 1,2%                               | 1,2%                               |
| Середній вік (років)               | Середній вік (років)               | 45,542,3                           | 43,9                               | 43,9                               |
| Медіана (років)                    | Медіана (років)                    | 48,044,2                           | 45,8                               | 45,8                               |
| — чоловіки — жінки                 |                                    |                                    |                                    |                                    |

| Походження мешканців:     | Походження мешканців:     | Походження мешканців: | Походження мешканців: | Походження мешканців: |
| ------------------------- | ------------------------- | --------------------- | --------------------- | --------------------- |
| Походження                |                           |                       | осіб                  | %                     |
| Корінні американці        | Корінні американці        |                       | 135                   | 16.27%                |
| Інше північноамериканське | Інше північноамериканське |                       | 230                   | 27.71%                |
| Європейське               | Європейське               |                       | 660                   | 79.52%                |
| британське                | британське                |                       | 540                   | 65.06%                |
| французьке                | французьке                |                       | 125                   | 15.06%                |
| українське                | українське                |                       | 10                    | 1.2%                  |
| Африканське               | Африканське               |                       | 10                    | 1.2%                  |
| Азійське                  | Азійське                  |                       | 80                    | 9.64%                 |

## Клімат
Середня річна температура становить 7,1°C, середня максимальна – 16,2°C, а середня мінімальна – -0,8°C. Середня річна кількість опадів – 2 291 мм.
| Клімат поселення                              | Клімат поселення | Клімат поселення | Клімат поселення | Клімат поселення | Клімат поселення | Клімат поселення | Клімат поселення | Клімат поселення | Клімат поселення | Клімат поселення | Клімат поселення | Клімат поселення | Клімат поселення |
| Показник                                      | Січ.             | Лют.             | Бер.             | Квіт.            | Трав.            | Черв.            | Лип.             | Серп.            | Вер.             | Жовт.            | Лист.            | Груд.            |                  |
| Середній максимум, °C                         | 5,04             | 6,12             | 6,38             | 7,96             | 10,36            | 12,97            | 15,03            | 16,20            | 14,32            | 11,02            | 7,10             | 5,35             |                  |
| Середня температура, °C                       | 2,13             | 3,20             | 3,45             | 5,04             | 7,42             | 10,04            | 12,50            | 13,67            | 11,80            | 8,48             | 4,57             | 2,83             |                  |
| Середній мінімум, °C                          | −0,8             | 0,28             | 0,53             | 2,13             | 4,50             | 7,12             | 9,97             | 11,14            | 9,26             | 5,94             | 2,04             | 0,28             |                  |
| Норма опадів, мм                              | 278              | 214              | 187              | 173              | 107              | 90               | 69               | 97               | 168              | 314              | 306              | 288              |                  |
| Середньомісячна швидкість вітру, м/с          | 7.61             | 7.01             | 6.80             | 6.18             | 5.77             | 5.28             | 4.82             | 4.78             | 5.47             | 6.68             | 7.34             | 7.64             |                  |
| Середньомісячна сонячна радіація, кДж/м²·день | 2284             | 4709             | 8736             | 13683            | 17373            | 18165            | 17085            | 14721            | 10376            | 5677             | 2933             | 1730             |                  |
| --------------------------------------------- | ---------------- | ---------------- | ---------------- | ---------------- | ---------------- | ---------------- | ---------------- | ---------------- | ---------------- | ---------------- | ---------------- | ---------------- | ---------------- |
| Джерело:                                      |                  |                  |                  |                  |                  |                  |                  |                  |                  |                  |                  |                  |                  |